# دانشکده دندانپزشکی شیراز
دانشکده دندانپزشکی دانشگاه علوم پزشکی شیراز یکی از دانشکده‌های دندانپزشکی ایران وابسته به دانشگاه علوم پزشکی شیراز در شیراز است. این دانشکده هم‌اکنون دارای بخش‌های تخصصی در تمام رشته‌های تخصصی دندانپزشکی است.

## تاریخچه
دانشکده دندانپزشکی شیراز در سال ۱۳۴۸ در بیمارستان شهید فقیهی شیراز بنیانگذاری شد. دانشکده در سال ۱۳۶۴ به ساختمان جدید خود در خیابان قصردشت منتقل گردید. هم‌اکنون سه مرکز تحقیقات ارتودنسی، مرکز تحقیقات زیست مواد و مرکز تحقیقات بیماری‌های دهان و دندان در حال فعالیت می‌باشند.